# Котини
Котини (лат. Cotini, також Gotini) — народ, згадуваний Тацитом (Tac. Germ. 43, у формі Gotini), що живе позаду маркоманів та квадів, тобто, на північ від Дунаю, в Передніх Карпатах, можливо, кельтського походження, нащадки вольців-тектосагів. Вони, ймовірно, були носіями, або складали основну частину Пуховської археологічної культури.
Вперше котини згадуються у 10 році до н. е. Згідно з Тацитом у І ст. н. е. вони платили данину з залізних копалень сарматам та квадам. Пізніше вони згадуються у зв'язку з маркоманськими війнами. У 180 році за те, що вони не допомогли римлянам у боротьбі з маркоманами, Марк Аврелій переселив їх до Нижньої Паннонії. У Паннонії вони згадуються у 223-251 роках.
Головними заняттями котинів були видобуток залізної руди, вироби з металу, гончарство, випасання худоби. Період розквіту осадництва припадає на І ст. перед н. е., коли вони навіть карбували власну монету. Вони будували укріплені осади.